# Опиц, Георг Эмануэль
Георг Эмануэль Опиц (нем. Georg Emanuel Opiz; 4 апреля 1775, Прага — 12 июля 1841, Лейпциг) — германский художник и гравёр, педагог. Многие свои работы подписывал псевдонимом Богемиус. Наиболее известен серией литографий «Казаки в Париже», исполненной с натуры в 1814 году. 

## Биография
Георг Эмануэль Опиц родился в семье финансового чиновника. В 1789 году окончил академическую гимназию в Праге, затем недолго изучал юриспруденцию. 
Ещё живя в Праге, заинтересовался искусством, и в 1793 году отправился в Дрезден и поступил изучать рисунок и живопись в Дрезденскую академию художеств, где его учителем был Джованни Казанова. Приблизительно в 1798 году отправился в Карлсбад, где писал портреты богатых отдыхающих. 
В 1800 году работал в Гамбурге и Бремене, в 1803 году — в Вене, изображая в своих работах в том числе сцены уличной жизни этого города. В 1805 году вместе с женой переселился в Лейпциг, где сосредоточился на портретной миниатюре. 
В 1814 году, как считается, посещал Париж после победы союзников над Наполеоном, создав по мотивам происходивших событий два масштабных офорта. 
В 1814—1815 годах Георг Эмануэль Опиц работал в Гейдельберге, в Лейпциг вернулся в конце 1817 года и начал сотрудничать как гравёр с издательством Брокгауза: в частности, в 1819—1830 годах рисовал гравюры для издававшегося этой фирмой журнала «Урания». 
Одновременно с 1820 года преподавал в Лейпцигской академии художеств; в 1820-х годах, как предполагается, совершил поездки в Россию и Османскую империю. Писал виды возникшей в те годы Лейпцигской ярмарки.
До 1807 года писал в основном портреты, а потом стал изображать жанровые сюжеты. Известен преимущественно своими акварелями и гуашами, изображающими сцены парижской жизни в эпоху французской Первой империи и падения Наполеона I.

## Галерея

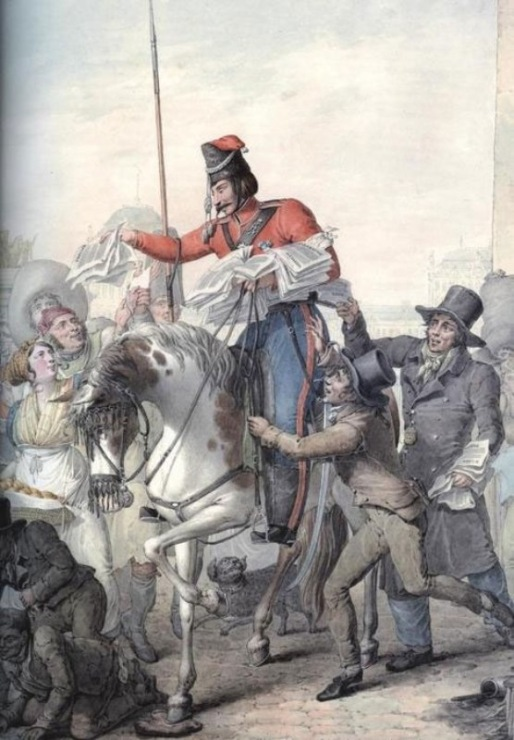
Казак раздает парижанам напечатанную декларацию Александра I.
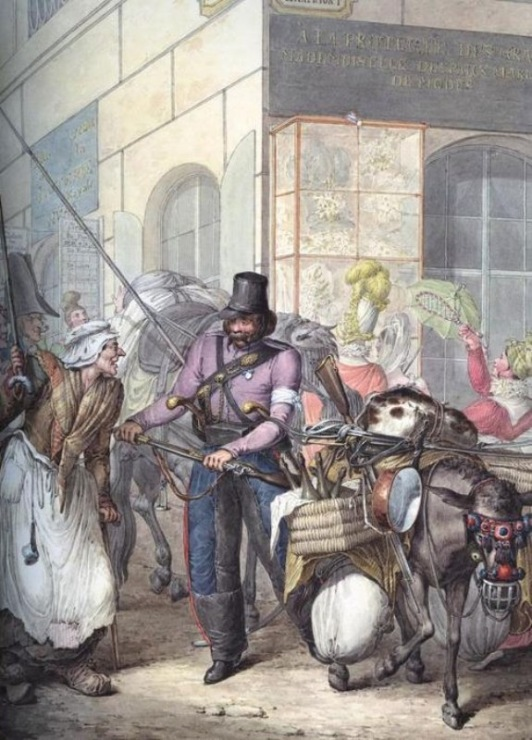
Казак спорит со старой парижанкой на углу улицы Граммон.
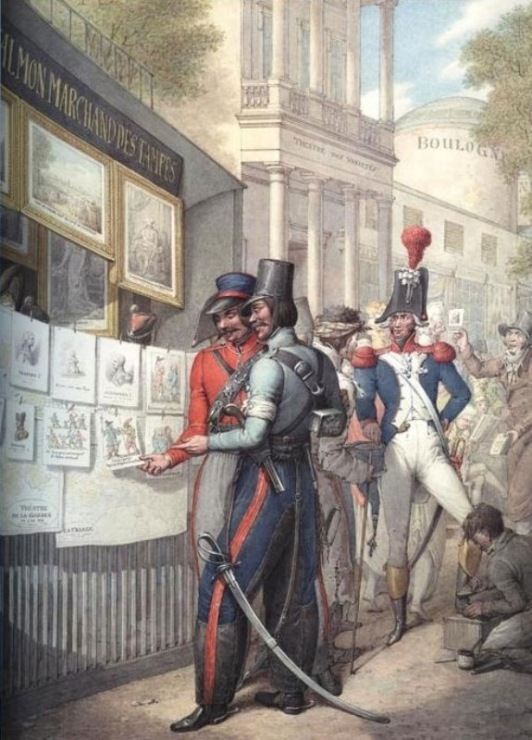
Казаки разглядывают карикатуры на самих себя.
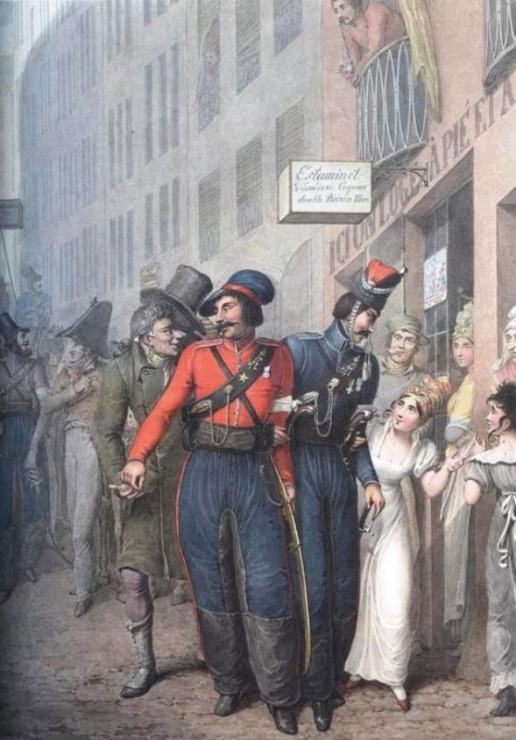
Казаков приглашают зайти в кафе.
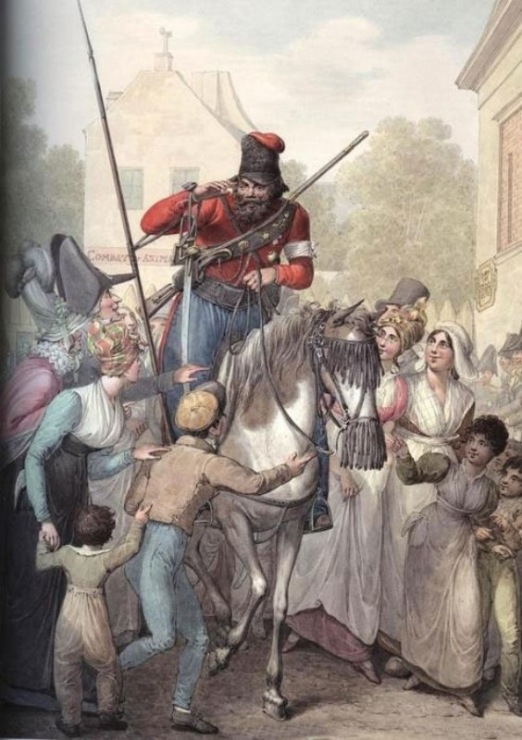
Конный казак на улицах Парижа.
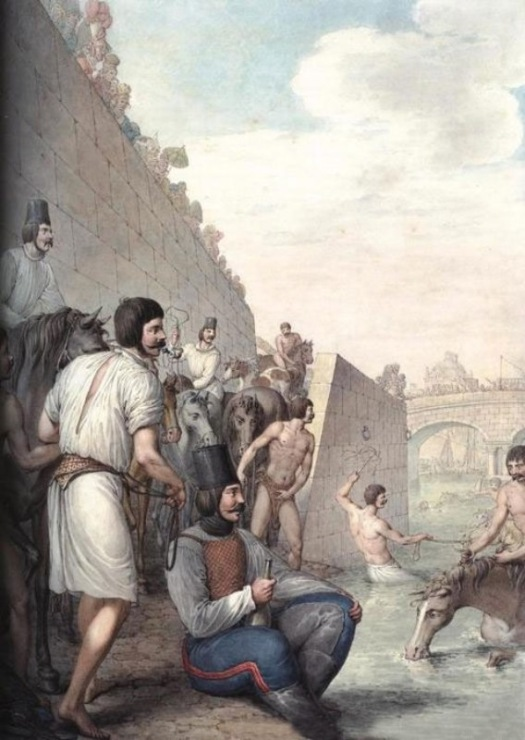
Казаки купают коней в Сене.
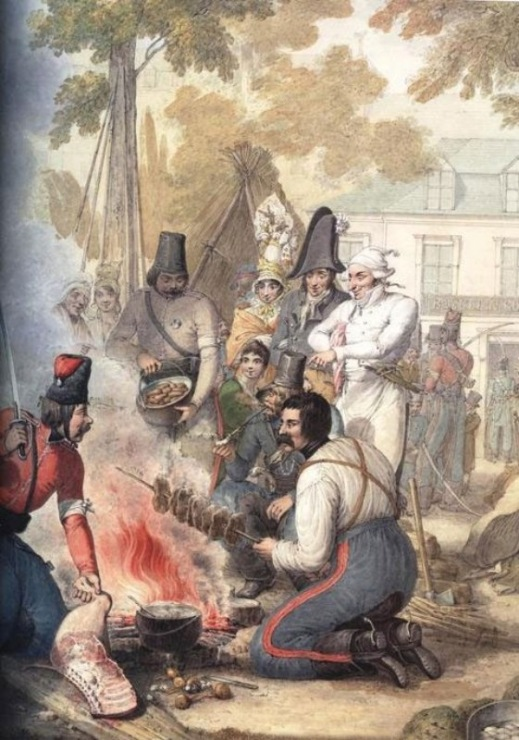
Приготовление мяса в лагере казаков.
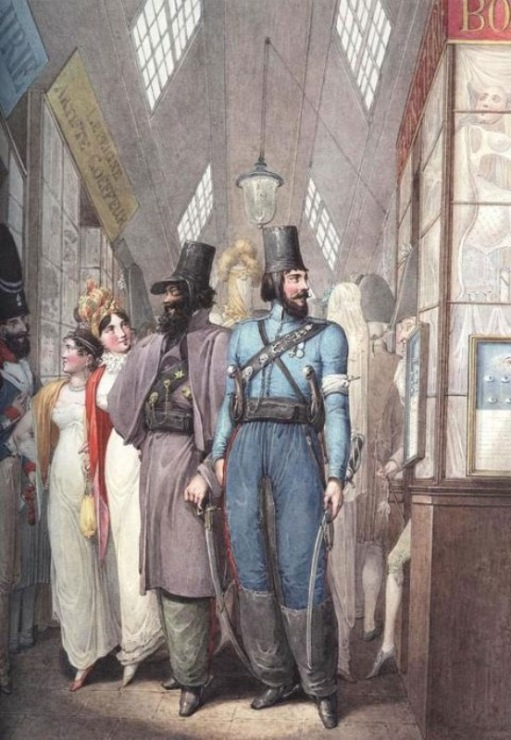
Казаки гуляют по пассажу.
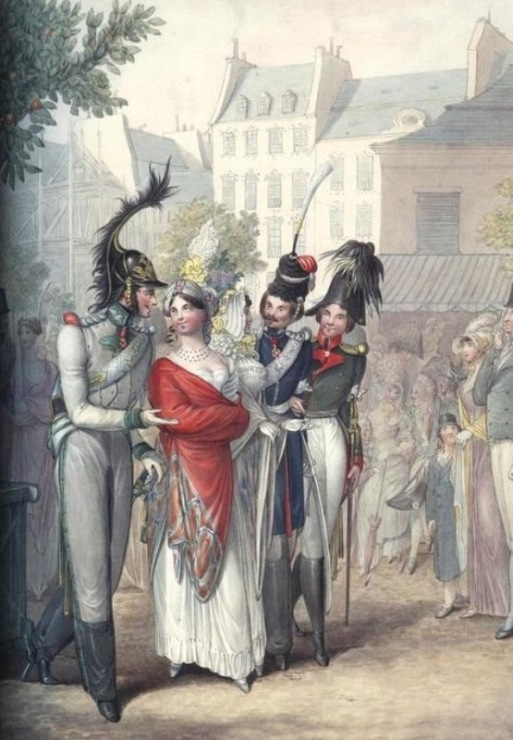
Русские офицеры,  в том числе казак, прогуливаются с парижанками.
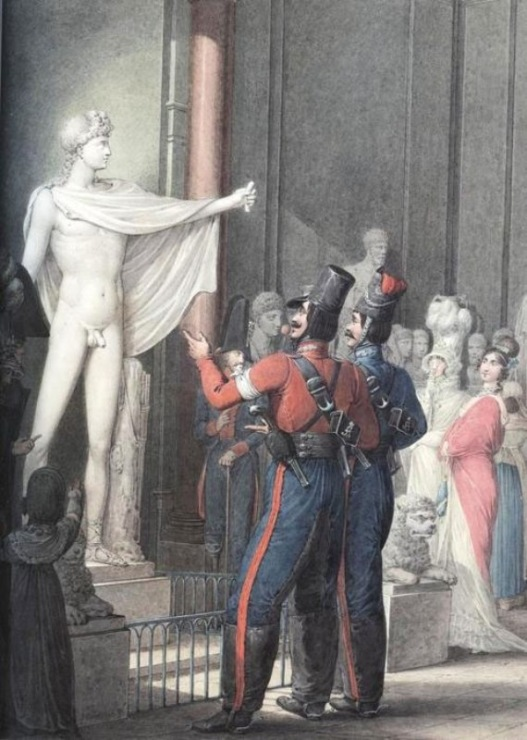
Казаки в Лувре у статуи Аполлона Бельведерского.
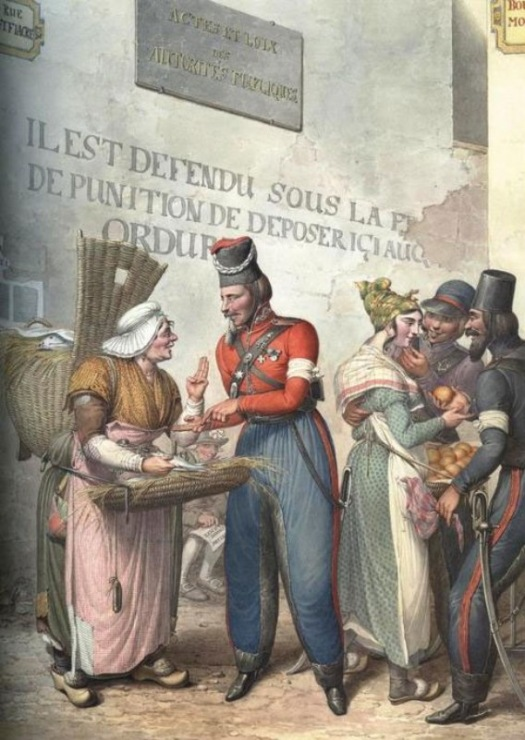
Казаки и торговки рыбой и яблоками.
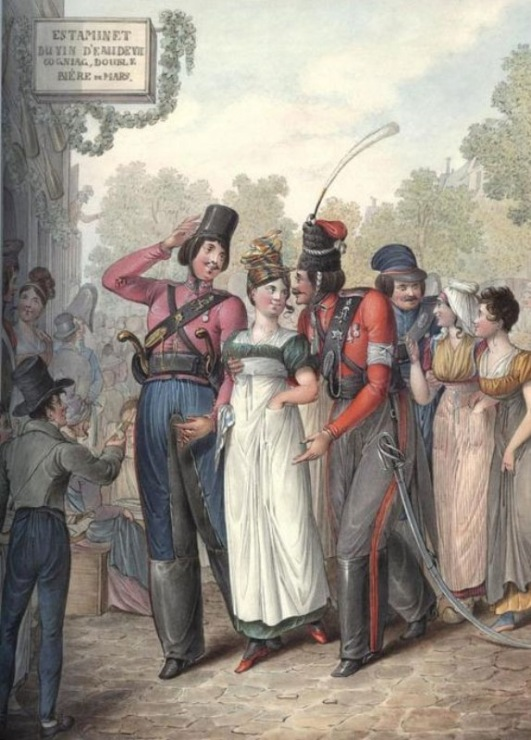
Казаки в компании парижанок.